# Carmelo Bossi
Pour les articles homonymes, voir Bossi.
Carmelo Bossi, né le 15 octobre 1939 à Milan, Lombardie et mort dans la même ville le 23 mars 2014, est un boxeur italien.

## Biographie
Médaillé d'argent aux Jeux olympiques de Rome en 1960 dans la catégorie super-welters, Carmelo Bossi passe professionnel l'année suivante et remporte le titre italien puis européen des poids welters en 1965 et 1967. Battu deux fois en championnat d'Europe par Fighting Mack en 1968 et par Hans Orsolics en 1970, Bossi décide de poursuivre sa carrière dans la catégorie de poids inférieure.
Il se voit alors offrir une chance mondiale en acceptant d'affronter l'Américain Freddie Little, champion des super-welters WBA & WBC le 9 juillet 1970. Le boxeur italien ne laisse pas passer l'occasion et l'emporte aux points 73 à 69. Il remet en jeu ses ceintures face à Jose Hernandez, contre qui il fait match nul, puis s'incline contre le Japonais Koichi Wajima le 31 octobre 1971. Ce combat sera le dernier. Il met ainsi un terme à sa carrière sur un bilan de 40 victoires, 8 défaites et 3 matchs nuls.